# Queen’s Park (Londyn)
Queen’s Park – rejon w północno-zachodniej części Londynu, który zlokalizowany jest na granicy londyńskich gmin Brent i Westminster. Queen’s Park to także civil parish.